# مايتي ناهير
مايتي ناهير هي ممثلة بلجيكية، ولدت في 25 أكتوبر 1947 في بلجيكا، وتوفيت في 19 أغسطس 2012 بمارسيليا في فرنسا.

## أعمال

### أفلام
- (1976) المستأجر

## وصلات خارجية
- مايتي ناهير على موقع IMDb (الإنجليزية)
- مايتي ناهير على موقع ألو سيني (الفرنسية)
- مايتي ناهير على موقع أول موفي (الإنجليزية)
- مايتي ناهير على موقع قاعدة بيانات الأفلام السويدية (السويدية)
- مايتي ناهير على موقع قاعدة بيانات الفيلم (الإنجليزية)
- مايتي ناهير على موقع كينوبويسك (الروسية)